# ポロメリア (アイドル)
ポロメリアは、2018年に結成されたアイドルユニット。詩や文学の持つ儚さや力強さを表現することをコンセプトとして結成された。2021年1月をもって閉幕(解散)した。

## 略歴
- 2018年
  - 9月22日 - 目黒鹿鳴館にて初ライブ。同日、1st Mini Album「形而上のレイラ」を発売[1]。
- 2019年
  - 3月30日 - 渋谷LUSHにて初のワンマンライブ「ポロメリア単独公演其の壱『帝都の空は何色』」を開催。同日をもって本田翠音がグループを卒業[2]。
  - 4月23日 - dues新宿にて「ポロメリア朝霧ひかり卒業公演『コトノハデアソブ』」をもって朝霧ひかりが卒業[3]。体制立て直しのため、一時活動休止。
  - 5月 - 新宿レッドノーズのライブより、松浦みにかと藤井はなの二人で活動再開。
  - 9月26日 - 新宿MARZにて「ポロメリア結成一周年記念特別主催公演 『眠る夢は頭が廻ります。。。』」を開催[4]。（ゲスト/Kolokol・Malcolm Mask McLaren・DollyKiss ・Leo-Wonder ・シンダーエラ・Nextrigger）
  - 11月6日 - 会場限定にて販売していたアルバム「ポロメリア幻想音源集」の配信を開始[5]。
- 2020年
  - 2月12日 - 「ポロメリア主催公演　其の伍 『新宿、青に染まる』」を新宿MARZにて開催[6]。（ゲスト/LEIWAN・AIBECK・必殺エモモモモ7・ZOMBIE POWDER・バカは死ぬまでなおらない。・幻色シアター）同日より新メンバーとして大日向かのんが加入。
  - 3月17日 - 新宿MARZにて2ndワンマンライブ「ポロメリア単独公演其の弐 『汚れる前の君と海を描いたよ。』」をオリジナルバンドセットにて開催[7]。
  - 12月18日 - 「ポロメリア最終主催公演　其の壱『喪失…消失…』」を高田馬場AREAにて開催。（ゲスト/miscast・棘-おどろ・美味しい曖昧・必殺エモモモモ7・バカは死ぬまでなおらない・FaM・少女模型）
  - 12月20日 - 「ポロメリア最終主催公演　其の弐 『邂逅の中で』」を新宿club SCIENCEにて開催[8]。（ゲスト/AdFicTioN・ワンアポ・ユレルランドスケープ・Fiore・少女模型）
  - 12月22日 - 「ポロメリア最終主催公演 其の参『花占い』」を新宿MARZにて開催[9]。（ゲスト/EMOE・パピプペポは難しい・ZOMBIE POWDER・美味しい曖昧）
- 2021年
  - 1月17日に新宿MARZにて開催を予定していた「ポロメリア単独公演　其の参 『君の白は僕の黒を隠すためにくすむ』」が新型コロナウイルスの影響で中止となる[10]。
  - 1月23日 - 新宿MARZにて行った「ポロメリア最終単独公演 『とりまく青、終わりの色』」にて約2年半に及ぶ活動を「閉幕」する[11]。
- 2022年
  - 2月 - 最後の作品である2nd Mini Album「蒼兎奏花葬詩」を配信と予約限定でリリース[12][13]。

## メンバー
| 氏名         | 読み           |                                               |
| ------------ | -------------- | --------------------------------------------- |
| 松浦みにか   | まつうらみにか | 結成時メンバー                                |
| 藤井はな     | ふじいはな     | 結成時メンバー 「我らが地球ノ青い鳥」彩月はな |
| 大日向かのん | おおひなかのん | 2020.2.12加入                                 |

| 氏名       | 読み           |                               |
| ---------- | -------------- | ----------------------------- |
| 本田翠音   | ほんだあきと   | 結成時メンバー、2019.3.30卒業 |
| 朝霧ひかり | あさぎりひかり | 2019.4.23卒業                 |
| 星川ひかり | ほしかわひかり |                               |

## ディスコグラフィ
| タイトル             | 発売日        | 収録曲 |
| -------------------- | ------------- | --- |
| 形而上のレイラ       | 2018年9月22日 | 1. カクレンボ 2. 形而上のレイラ 3. 肌を染める青は悲しみにも似た形状で廻る 4. 花占い 5. しずらい                                                               |
| ポロメリア幻想音源集 | 2019年3月28日 | 1. カクレンボ 2. 4時20分、このガラス突き刺す 3. しずらい 4. 波の音 〜なみのね〜 5. 形而上のレイラ 6. 恋文 〜れんぶん〜 7. 花占い 8. しずらい（Ambient Remix） |
| 蒼兎奏花葬詩         | 2022年2月26日 | 1. 餞 2. 月蝕とサァカス 3. ゆうらりゆらり 4. 空中ブランコ、模擬したハンモック 5. 蒼月に君 6. 皐月                                                             |